# Gustav Giesecke
Gustav Giesecke (* 8. März 1887 in Groß Flöthe; † 6. März 1958 in Lobmachtersen) war ein deutscher Politiker (NSDAP, SRP), Abgeordneter des Niedersächsischen Landtages und SS-Führer.

## Leben
Giesecke legte sein Abitur 1906 am Gymnasium in Goslar ab und studierte danach Rechtswissenschaft und Volkswirtschaft an den Universitäten Lausanne, Kiel und Halle. Er bestand 1912 das Erste Juristische Staatsexamen und leistete dann bis 1913 Militärdienst als Einjährig-Freiwilliger beim Husarenregiment Nr. 16. Im Anschluss setzte er seine juristische Ausbildung beim Amtsgericht Achim und beim Landgericht Duisburg fort. Während des Ersten Weltkrieges diente er als Reserveoffizier des Husarenregiments Nr. 7 in Frankreich, Russland und auf dem Balkan, zuletzt mit dem Dienstrang eines Leutnants der Reserve.
Nach dem Krieg war Giesecke als Landwirt auf dem Hof seiner Eltern sowie auf dem Klostergut Northeim tätig. Von 1922 bis 1924 absolvierte er ein Volontariat im Bankfach. Danach betätigte er sich weiter als Landwirt, ab dem Jahr 1926 bewirtschaftete er den vormaligen Bartelschen Hof in Lobmachtersen. Zum 4. Mai 1925 trat er der NSDAP bei (Mitgliedsnummer 3.354) und war von 1931 bis 1933 Ortsgruppenleiter der Nationalsozialisten in Lobmachtersen. 1927 wurde er Mitglied des dortigen Gemeinderates und 1931 Gemeindevorsteher.
In Braunschweig wurde Giesecke zunächst stellvertretender Vorsitzender des Braunschweigischen Landbundes (1931). 1933 war er Abgeordneter des Braunschweigischen Landtages. Im selben Jahr wurde er Vorsitzender des Braunschweigischen Landbundes und Landesbauernführer in Braunschweig. Er gehörte seit 1934 zur SS in verschiedenen Ehrenrängen bis zum Brigadeführer (SS-Nummer 177.004).
In der Funktion des Landesbauernführers kandidierte auf dem Wahlvorschlag der NSDAP auf dem Listenplatz mit der Nummer 279 bei der Reichstagswahl am 29. März 1936, zog aber nicht in den nationalsozialistischen Reichstag ein.
1937 wurde Giesecke Generalinspekteur des Reichsnährstandes, 1938 Siegelbewahrer des Deutschen Reichsbauernrates. 1941 legte er alle Parteiämter nieder, da die Übernahme von Parteiämtern während des Zweiten Weltkrieges abgelehnt wurde. Von 1945 bis 1949 war Giesecke interniert.
Giesecke war Mitglied des Niedersächsischen Landtages in der zweiten Wahlperiode ab 6. Mai 1951. Vom 15. Juli 1952 bis 23. Oktober 1952, als die SRP durch ein Urteil des Bundesverfassungsgerichts als verfassungswidrig aufgelöst wurde, war er Mitglied der Fraktion der Abgg. Dr. Schrieber und Gen. auf. Infolgedessen erlosch das Mandat von Giesecke wie das aller anderer SRP-Fraktionsmitglieder (BVerfGE 2, 1).
Sein Bruder Erich Giesecke war 1929 bis 1932 für die NSDAP Abgeordneter im Provinziallandtag der Provinz Hannover.